# Henryk Podlaski
Henryk Podlaski (ur. 7 marca 1919 w Suwałkach, zm. 31 grudnia 1956) – polski prokurator, polityk i żołnierz żydowskiego pochodzenia, podpułkownik Wojska Polskiego, zastępca naczelnego prokuratora wojskowego ds. szczególnych (1946–1948), zastępca prokuratora generalnego PRL (1950–1955).

## Życiorys
Urodził się jako Hersz Podlaski, syn Mojżesza i Szpryncy Austern.
Od 1944 oficer śledczy i podprokurator Prokuratury 4 Pomorskiej Dywizji Piechoty. W okresie 1944–1945 wiceprokurator i zastępca prokuratora Wojskowej Prokuratury Okręgowej WPO nr I w Warszawie (w stopniu podporucznika LWP). Wiosną 1945 r. jako oskarżyciel w procesie przed Wojskowym Sądem Garnizonowy w Warszawie podprokurator ppor. Henryk Podlaski zażądał kary śmierci dla ppłk. Lucjana Szymańskiego. W okresie 1945–1946 naczelnik Wydziału II Naczelnej Prokuratury Wojskowej. W 1946 figurował jako szef Wojskowej Prokuratury Rejonowej w Rzeszowie. W tym roku był w stopniu majora. W okresie 1946–48 zastępca naczelnego prokuratora wojskowego ds. szczególnych (w stopniu podpułkownika LWP). Odpowiedzialny nie tylko za wydziały specjalne prokuratur, ale również odgrywające podobną rolę sekcje tajne, powołane przy sądach powszechnych. Oskarżający niekiedy także w sądach tajnych Henryk Podlaski jawnie dyktował sędziom swoją wolę przy wydawaniu wyroków, stawiał żądania wobec ‘nieposłusznych’, usuwał ich ze stanowisk, urządzał jawne zebrania prokuratorów i sędziów z udziałem ministra sprawiedliwości, na których szkalował często ‘winnego’ łagodnego wyroku. Domagał się usunięcia go z sędziowskiego grona. To on w porozumieniu z Leonem Chajnem rządził sądownictwem, zwłaszcza niższych szczebli. Obsadzali wspólnie zaufanych ludzi na kluczowych stanowiskach. Obniżali godność sądownictwa, wprowadzili w Sądzie Najwyższym specjalny wydział polityczny, gdzie przechowywano akta spraw politycznych [...]. W lutym 1948 r. ppłk Henryk Podlaski podpisał akt oskarżenia i doprowadził do wyroku śmierci na rotmistrza Witolda Pileckiego. W październiku 1948 r. przeniesiony do rezerwy.
Od 1 listopada 1948 r. był dyrektorem Departamentu Nadzoru Prokuratorskiego w Ministerstwie Sprawiedliwości. W okresie od września 1950 r. do marca 1955 r. był zastępcą prokuratora generalnego PRL. Funkcja zastępcy jest myląca, faktycznie pełnił w Prokuraturze Generalnej rolę wiodącą. Z tego okresu pochodzi jego publikacja na temat praworządności ludowej w świetle Konstytucji PRL.
Z informacji przekazanych przez Józefa Światło wynika, ze Podlaski był zaufanym człowiekiem Romana Zambrowskiego. Miał dzięki temu obszerne pole do intryg i do wyzyskiwania różnych spraw, o których wiedział od Zambrowskiego. Podlaski przyjął i ugruntował dominowanie organów bezpieczeństwa nad prokuraturą, jako zasadę i styl pracy w prokuraturze. Z raportu komisji powstałej na fali „odwilży”, dla zbadania przejawów łamania praworządności przez pracowników Generalnej Prokuratury i Prokuratury m.st. Warszawy wynika, że we wszystkich miejscach pracy nakazywał, w porozumieniu z bezpieką, stosowanie brutalnych represji, prowadzenie spraw bez dowodów winy, w ścisłej tajemnicy. Wnioski komisji: Henryk Podlaski, przy uwzględnieniu nadto, iż niewątpliwie przewyższał wiedzą fachową, wykształceniem, ogólną inteligencją i śmiałością decyzji ówczesnego prokuratora generalnego Stefana Kalinowskiego, był twórcą systemu pracy, który doprowadził do łamania praworządności przez Departament Specjalny. Podlaski bowiem nie tylko zajął stanowisko wysoce bezkrytyczne wobec b. MBP, lecz był nadto gorliwym wykonawcą życzeń b. MBP, przekazując je w postaci poleceń i zarządzeń podległym mu prokuratorom. (...) W tych warunkach Podlaski jako zastępca prokuratora generalnego PRL ponosi odpowiedzialność za stwierdzone przejawy łamania praworządności w prokuraturze. Podlaski został zwolniony z Prokuratury PRL w marcu 1955 r.
Z czasem zaczął używać imienia Bernard. Dalsze losy Henryka vel Bernarda Podlaskiego są oficjalnie nieznane. Przez dłuższy czas szukała go bezskutecznie KG MO. Mówiło się, że utonął w nurtach Bugu. Miał to być albo akt samobójczy, albo wynik nieudanej ucieczki na Wschód. Istnieją jednak relacje, że cała sprawa została sfingowana, a Podlaski zamieszkał w ZSRR u boku swojej siostry, która wyszła za mąż za wysokiego funkcjonariusza NKWD. W 1967, po 10 latach starań, Zyta Podlaska uzyskała sądowe potwierdzenie zgonu męża, który miał nastąpić 31 grudnia 1956. W 1974  Zyta Podlaska wyemigrowała do Danii, gdzie zmieniła nazwisko na Jansen.
Żonaty z Zytą Tołwińską (córka Stanisława Tołwińskiego, prezydenta Warszawy), ojciec Swietłany (ur. 1948, w 1974 wyemigrowała do Szwecji) i Włodzimierza (ur. 1949).

## Odznaczenia
- Order Sztandaru Pracy II klasy (1950, za zasługi położone dla Narodu i Państwa w dziedzinie służby publicznej)[17]
- Krzyż Kawalerski Orderu Odrodzenia Polski (1946, za bohaterskie czyny i dzielne zachowanie się w walce z niemieckim najeźdźcą, oraz za sumienne wypełnianie obowiązków służbowych)[18]